# Thollon-les-Mémises
Thollon-les-Mémises là một xã trong tỉnh Haute-Savoie thuộc vùng Auvergne-Rhône-Alpes đông nam Pháp.